# Gojsovac
Gojsovac je naselje v občini Bijeljina, Bosna in Hercegovina. 

## Deli naselja
Gojsovac.

## Prebivalstvo
| Pregled števila prebivalcev po letih | Pregled števila prebivalcev po letih | Pregled števila prebivalcev po letih | Pregled števila prebivalcev po letih | Pregled števila prebivalcev po letih | Pregled števila prebivalcev po letih |
| ------------------------------------ | ------------------------------------ | ------------------------------------ | ------------------------------------ | ------------------------------------ | ------------------------------------ |
| 1948                                 | 1953                                 | 1961                                 | 1971                                 | 1981                                 | 1991                                 |
| -                                    | -                                    | -                                    | 215                                  | 363                                  | 475                                  |

| Narodna sestava prebivalstva po letih                                                                                         | Narodna sestava prebivalstva po letih                                                                                          | Narodna sestava prebivalstva po letih                                                                                           |
| --- | --- | --- |
| 1971 | 1981 | 1991 |
| . skupaj: 215 Srbi 160 (74,41 %) Muslimani 42 (19,53 %) Hrvati 10 (4,65 %) Jugoslovani 0 (0,00 %) drugi in neznano 3 (1,39 %) | . skupaj: 363 Srbi 240 (66,11 %) Muslimani 103 (28,37 %) Hrvati 2 (0,55 %) Jugoslovani 14 (3,85 %) drugi in neznano 4 (1,10 %) | . skupaj: 475 Srbi 245 (51,57 %) Muslimani 187 (39,36 %) Hrvati 6 (1,26 %) Jugoslovani 18 (3,78 %) drugi in neznano 19 (4,00 %) |